# História de Artsaque
O domínio territorial de Alto Carabaque (atual Artsaque) é ainda hoje disputado entre a Arménia e o Azerbaijão. Chamado Artsaque (em armênio: Արցախ) pelos arménios, a sua história cobre vários séculos, durante os quais esteve sob controlo de diversos impérios, contudo, o debate foca-se sobretudo no período posterior ao fim da Primeira Guerra Mundial. Pouco após a capitulação do Império Otomano, o Império Russo colapsou em Novembro de 1917 passando para o controlo dos bolcheviques. As três nações do Cáucaso, Arménia, Azerbaijão e Geórgia, anteriormente sob controlo russo, declararam a sua independência formando a Federação Transcaucasiana que se dissolveu após três curtos meses de existência. Atualmente, a maior parte dessa área está sob o controle de fato da República de Artsaque, que tem apoio econômico, político e militar da República da Armênia, mas a região é de jure reconhecida como parte do Azerbaijão. O status final da região ainda é assunto de negociações entre a Armênia e o Azerbaijão. Este artigo abrange a história da região desde o período antigo até o moderno.

## Guerra Armeno-Azeri
Os confrontos entre a República Democrática da Arménia e a República Democrática do Azerbaijão estalaram de imediato, em três regiões específicas: Naquichevão, Zanguezur (hoje a província arménia de Siunique) e Carabaque. A Arménia e o Azerbaijão defendiam diferentes limitações fronteiriças nestas três províncias. Os arménios de Carabaque tentaram declarar a independência mas não conseguiram estabelecer contacto com a República da Arménia. Após a derrota do Império Otomano na Primeira Guerra Mundial, tropas britânicas ocuparam a Transcaucásia em 1919, tendo o comando britânico nomeado provisoriamente Khosrov bey Sultanov (apontado pelo governo azeri) como governador-geral de Carabaque e Zanguezur, enquanto se aguardava que a decisão final emanasse da Conferência de Paz de Paris.

## Integração na União Soviética

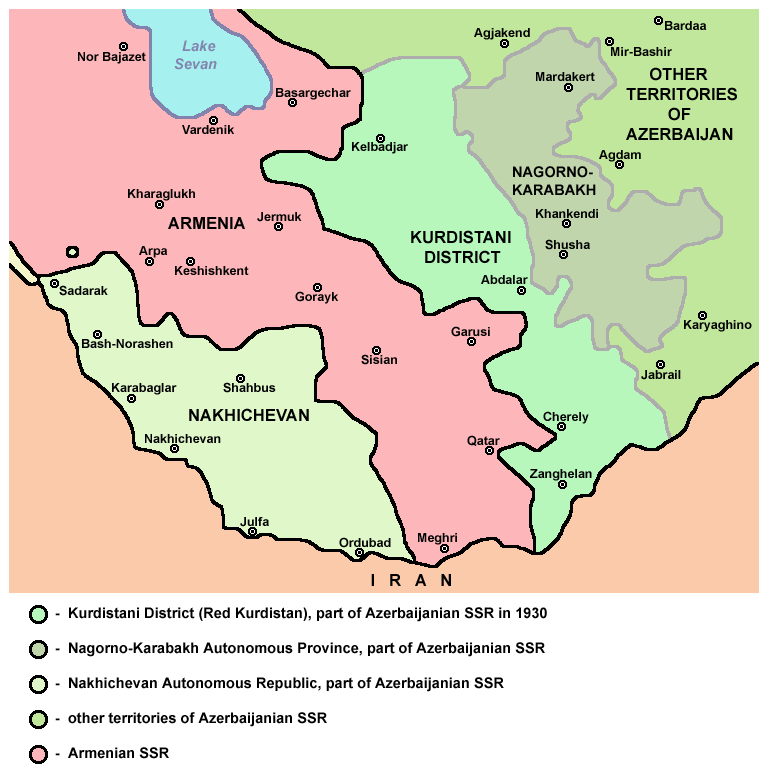
Distrito do Curdistão (Curdistão Vermelho), República Autônoma de Nagorno-Carabaque e Naquichevão em 1930.

Dois meses depois, o 11º Exército da União Soviética invadiu o Cáucaso e três anos depois as repúblicas caucasianas formaram a RSFS Transcaucasiana da União Soviética. Os bolcheviques criaram depois um comité de sete membros, o Gabinete do Cáucaso (muitas vezes abreviado para Kavburo), que sob a supervisão do futuro líder da URSS Josef Stalin, o Commissário do Povo para as Nacionalidades (Narkomnats), teve como função tratar dos assuntos no Cáucaso. Apesar de o comité ter votado favoravelmente 4-3 pela integração de Carabaque na recém-criada RSS da Arménia, os protestos levados a cabo pelos líderes azeris, incluindo o líder do Partido Comunista no Azerbaijão Nariman Narimanov, e uma rebelião antisoviética ocorrida na capital arménia Erevã em 1921 azedaram as relações entre a Arménia e a Rússia. Estes factores levaram o comité a rever a sua posição, atribuindo Carabaque ao Azerbaijão em 1921, tendo depois incorporado o Oblast Autónomo do Alto Carabaque (NKAO) na RSS do Azerbaijão em 1923, sendo 94% da população composta por arménios. A capital foi movida de Shusha para Khankendi, que foi depois renomeada para Stepanakert.
Os académicos arménios e azeris especulam que esta decisão resultou de a Rússia aplicar o princípio de "dividir para conquistar". O que se pode observar, por exemplo, se se atender à estranha colocação do exclave de Naquichevão, que é parte do Azerbaijão embora esteja deste separado pela Arménia. Outros têm argumentado que esta decisão foi um gesto de boa-vontade do governo soviético para manter "boas relações com a Turquia de Atatürk." A Arménia sempre se recusou a reconhecer esta decisão e continuou a protestar a sua legalidade nas décadas seguintes enquanto esteve sob domínio soviético.